# Tylosurus pacificus
Tylosurus pacificus är en fiskart som först beskrevs av Steindachner, 1876.  Tylosurus pacificus ingår i släktet Tylosurus och familjen näbbgäddefiskar. IUCN kategoriserar arten globalt som livskraftig. Inga underarter finns listade i Catalogue of Life.